# Prosperity (Karolina Południowa)
Prosperity – miasto w Stanach Zjednoczonych, w stanie Karolina Południowa, w hrabstwie Newberry.